# Embia mauritanica
Embia mauritanica is een insectensoort uit de familie Embiidae, die tot de orde webspinners (Embioptera) behoort. De soort komt voor in Algerije, Libië en Tunesië.
Embia mauritanica is voor het eerst wetenschappelijk beschreven door Lucas in 1849.